# Música clásica de Honduras

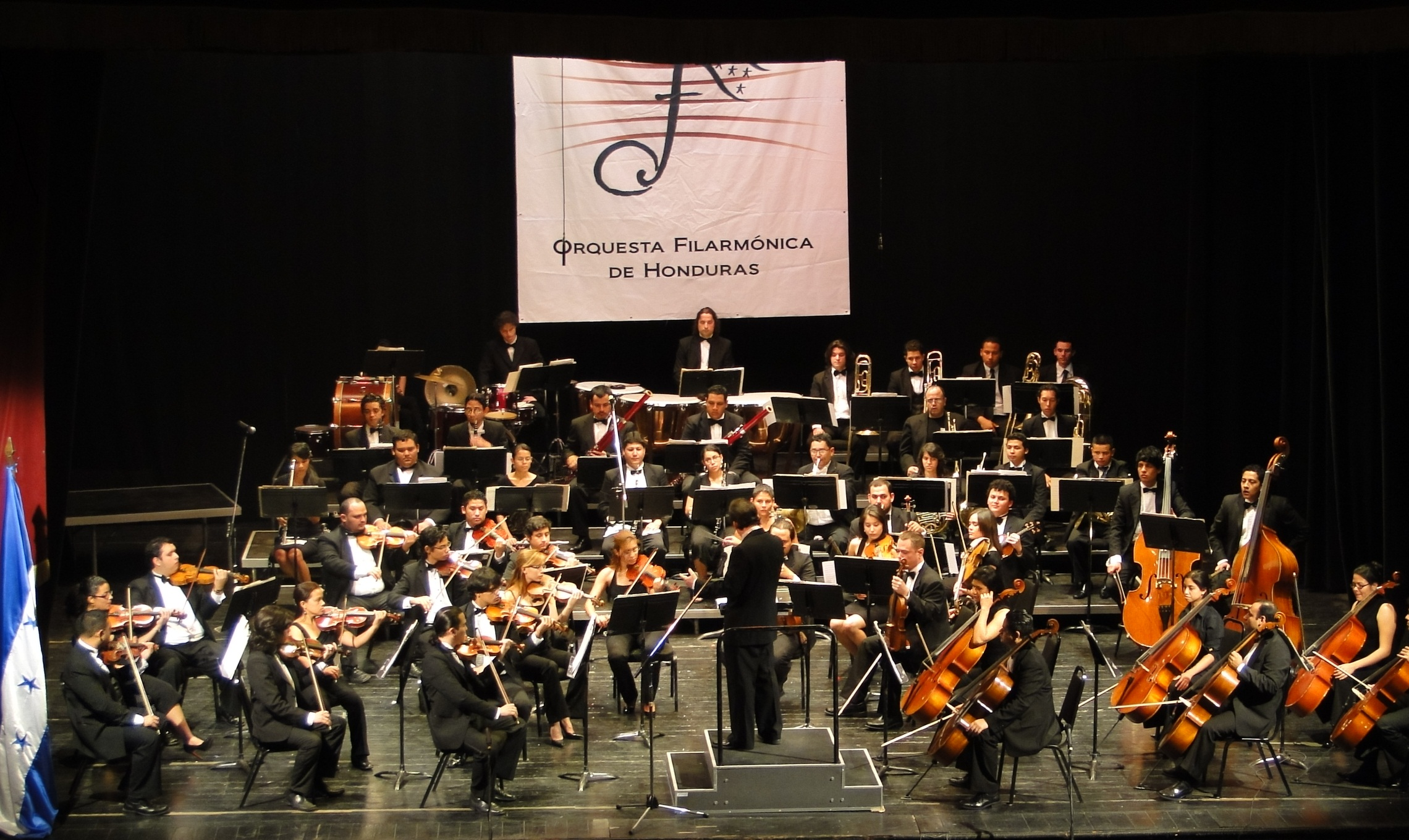
Orquesta filarmónica de Honduras.

La música clásica de Honduras define a la música producida en Honduras y a la música de concierto desde periodos anteriores a la formación del país.

## Historia
La música en Honduras ha florecido desde periodos prehispánicos, mucho antes de la colonia, algunos de los instrumentos prehispánicos autóctonos son los siguientes: Aerófonos, Rana de Barro de Yaxchilan, Zampoñas, Quenas, Charangos, Tambores.
Luego de la colonización se crearon nuevos instrumentos musicales: la tortuga,El caracol, flautas, algunos instrumentos de percusión y la Marimba. Dentro de la música Criolla o folclórica tenemos las siguientes: "El Candú", "El Pitero", "Torito Pinto", "Flores de Mimé", "El Bananero", entre otras.

### sigloXIX
En 1896 el maestro de música y director de orquestas alemán Carlos Hartling es contratado por el recién electo presidente de Honduras Policarpo Bonilla para ser maestro de música y bandas.

### sigloXX
En 1915 Carlos Hartling musicaliza el poema de Augusto C. Coello que el 13 de noviembre de 1915 es decretado como el Himno nacional de Honduras.
En 1960 inicia operaciones la Orquesta de Cámara de San Pedro Sula
En 1989 es fundada la Orquesta Sinfónica Nacional de Honduras.

### sigloXXI
En 2002 es fundada la Orquesta Filarmónica de Honduras.
En 2004 cierra la Orquesta Sinfónica Nacional de Honduras

## Orquestas de Honduras
Honduras cuenta con tres orquestas principales:
Orquesta Filarmónica de Honduras
Orquesta de Cámara de San Pedro Sula
Orquesta de cámara de la Universidad Nacional Autónoma de Honduras

## Músicos

### Intérpretes hondureños
Entre los intérpretes de música clásica, se encuentran los siguientes representantes:
Cantantes:
| Registro      | Cantante                                                                     |
| ------------- | ---------------------------------------------------------------------------- |
| Sopranos      | Isabel Salgado, Ernestina Teruel, Angélica Maddoz K., Aída Zacapa.           |
| Mezzosopranos | Diana Santos, Melina Pineda.                                                 |
| Contralto     |                                                                              |
| Tenor         | El Doctor Juan José Micheletti, Carlos Romero, Elder Sánchez y Carlos Marbe. |
| Barítono      | Carlos Licona, Lester Mendoza y Lester Josue Jerezano C.                     |
| Bajo          | Enrique Castro                                                               |

Instrumentos de cuerda:
- Violín: Humberto Cano, Fernando Raudales, Nadya Canahuati, Luis Daniel Valeriano, Juan Omar García, Rebeca Argüelles, Raúl Munguía, Ángel Ríos, Roberto Domínguez Agurcia, Nelly Guevara, Franklin Rodríguez, Francisco Peña, Jorge Alejandro Huezo, Luis Alfaro, Jorge Ávila, Manuel Tábora, Joel Martínez, Juan Carlos Flores, Héctor David Aguilar, Jorge Luis Banega, Juan Manuel Rodríguez, Mario Zelaya, Jackson Guillén, Allan Mejia, Kevin Gabriel Henríquez.
- Viola: Fernando Lanza, Jorge Peña, Mario Torres, Gina Ocampo, Bismarck Martínez, Melbin Saravia, Salomón Torres, Roberto Carlos Henríquez.
- Violoncello: Ramón Ramírez, Ricardo Barrientos, Cheyene Domínguez, Guillermo Bonilla, Moisés Molina, Álvaro Zúñiga, Shirley Pineda, Keila Henríquez, Esther Valladares.
- Contrabajo: Ernesto Rodríguez, Jonathan Bonilla, Gérson Flores, Mérlín Girón, Josué Ramírez, Danis Castillo, Ricardo Ventura, Moisés Chirinos, Nelson Molina, Daniel Viera, José Hernández, Ricardo Cerrato, Sol Angel Salgado.
- Oboe:Marlon Herrera, Roberto Varela,Nestor Haenz,Fernando Martínez.

- Guitarra: Allan Lorenzana, Luis Fernando Bonilla, Ever Castellanos, Eduardo Acosta, Fausto Varela, Jorge Benavides, Miguel Enamorado, Dany Morales, Kevin Mejia, Jorge Elvir, Rafael Umanzor, Javier Reyes, Donaldo Umanzor, Luis Enrique Godoy Figueroa, Omar Madrid, Julio César Santos, Luis Enrique Godoy Pagoaga, Josue Castro, etc.

Instrumentos de viento:
- Corno: Héctor Javier Rodríguez, Fredy Ubeda, Yoni Martínez. Mauricio Rodriguez.
- Flauta Traversa: Laura Sierra, Jessie Godoy, José Mario Portillo, Jorge Rodriguez, Cindy Valladares.
- Clarinetistas: Ángel Ardon, Ángel Daniel García, Ángel Martínez, Ángel Castillo, Josue Castillo, Franklin Fajardo, Any Matamoros, Josue Oviedo, Gabriel Carias, Jairo López, Angie Licona.
- Fagot: Oscar meza , pietrick, Carlos Gerardo Godoy , Nathan Álvarez,darling amador , Helmuth Raudales.
- Saxofonistas: Héctor Soto, Ariel Lagos, Abraham Hernández, Kevin Cerrato, Jairo Moisés Aguilar.

Instrumentos de teclado:
- Pianistas: Sergio Suazo, Hernán Teruel, Norma Erazo, Óscar Rossignoli, Joel Martínez Lorenzana, Ever Zavala, Rigoberto Manzanares, Nestore Zavattori, Nelia Chavarría, Edna pineda,Daniel Macias, entre otros.

### Directores hondureños
Entre los directores de música clásica, se puede mencionar a los maestros: Manuel de Adalid y Gamero (famoso compositor, director e inventor danlidense), Carlos Hartling, José Ramón Galo Lagos, Héctor C. Gálvez, Leonel A. López, Jorge Gustavo Mejía. Gerson Hernández, Daniel Alejandro Gómez Lemus, Luis Valeriano, Néstor Jaenz, Juan Carlos Peña y los directores de Coros Rigoberto Martínez y Antonio Medina.
La música clásica suele representarse en los diversos Teatros y Casas de la Cultura del país, uno de los más utilizado e insigne para eventos especiales es el Teatro Nacional Manuel Bonilla, localizado en la ciudad capital Tegucigalpa, M.D.C. El teatro ha brindado los conciertos de música clásica completos de diferentes compositores e interpretado por orquestas sinfónicas, sopranos, tenores internacionales.

## Ópera
La Temporada de Ópera es celebrada entre los días 3 a 8 de octubre de cada año desde 1992, y es organizada por la Fundación Musical de Honduras  donde se presentan óperas clásicas en el Teatro Nacional Manuel Bonilla.
La entrada tiene un precio de 1,000 Lempiras y durante las noches populares un precio de 400 lempiras. Aun así la Ópera se presenta regularmente en los diferentes teatros de Honduras.